# Zari (huyện)
Zari là một huyện thuộc tỉnh Balkh, Afghanistan. Dân số thời điểm năm 1999 là -31,4 người.